# 迪莫納

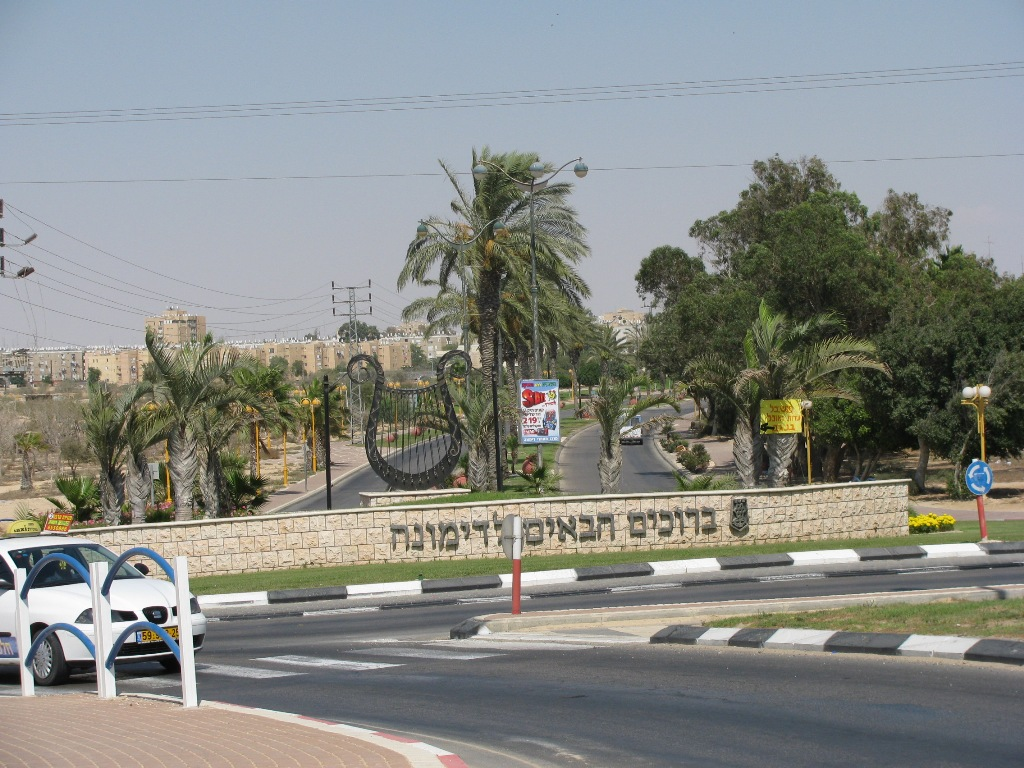

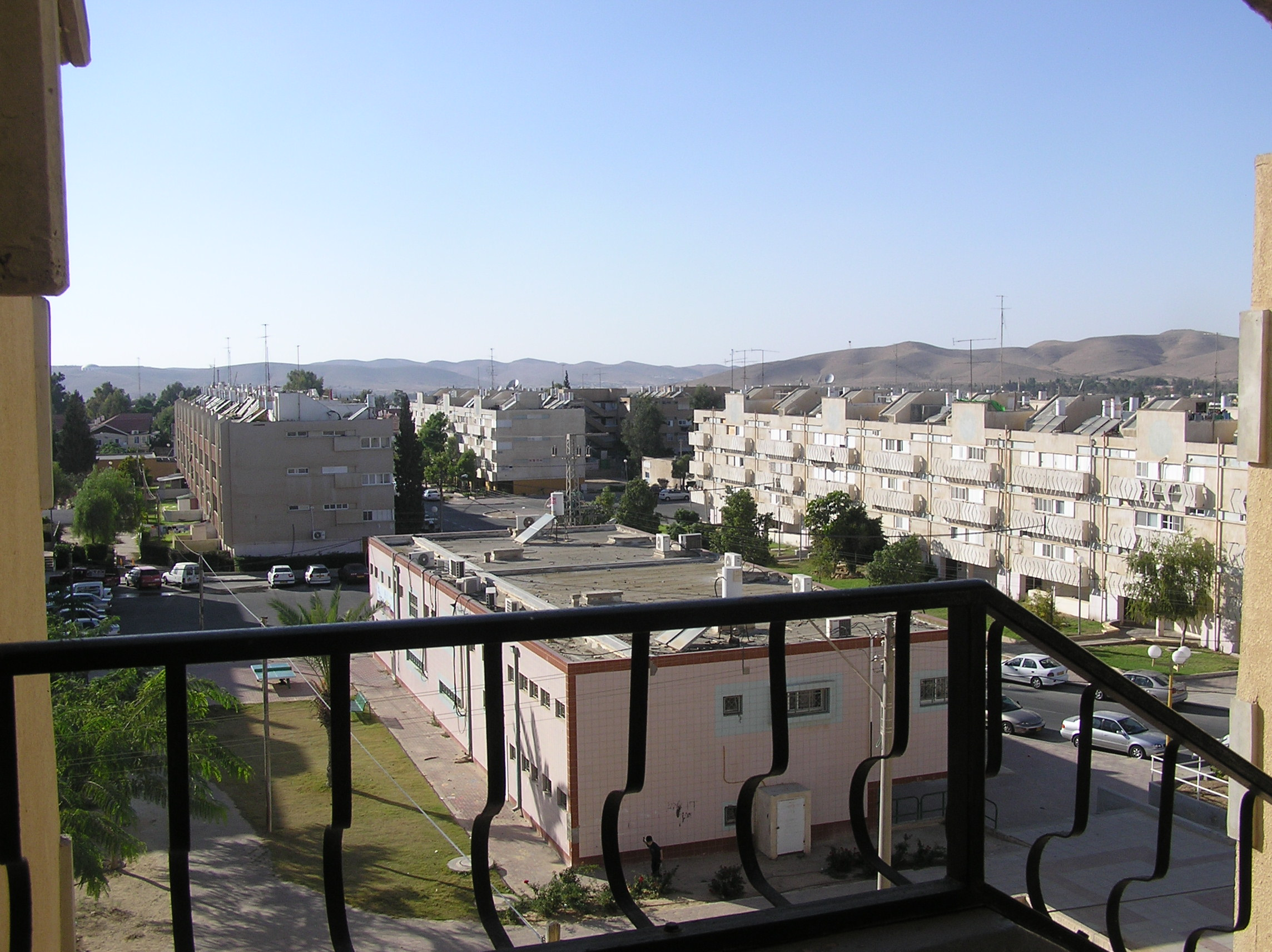

迪莫納（希伯來語：‎；阿拉伯语：‎）是以色列的城市，位於該國中部，由南部區負責管轄，始建於1955年，面積29.88平方公里，每年平均降雨量約100毫米，海拔高度約550米，2022年人口36,776。

## 人口
迪莫纳被许多人称为“小印度”。2014年，这里有 7,500 名印度犹太人 。

## 外部連結
- The African Hebrew Israelites: New black civilisation in the promised land" article written by Lester Holloway, January 1, 2004, for Black Information Link